# دیوارهای کابل

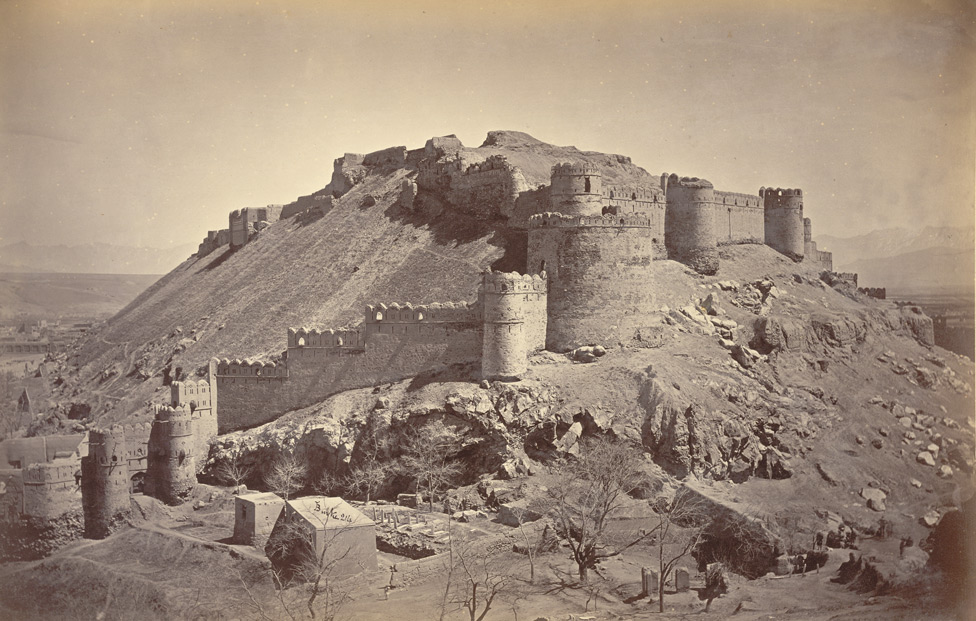
تعمیر بالا حصار کابل

دیوارهای کابل دیوارهای حفاظتی است که در قرن پنجم میلادی در بالای کوه آسمائی و شیر دروازه توسط کابل شاهان یا رتبیل شاهان نوادگان یفتلیان کوشانیان ساخته شده‌است. آن‌ها این دیوار را در برابر هجوم‌های بزرگ بنا نمودند. تا کابل از تجاور محفوظ گردد.
در سده‌های بعدی، با رواج یابی دین اسلام، در حالیکه مدنیت‌های پیشینه و مذاهب آن‌ها تا اندازه زیادی ازمیان برد اشته شدند، دیوارها نیز به دلیل نبود هیچ نیاز ارزشگذاری مورد لطف و توجهی نبودند.
بابر شاه دومین شخص که توجه خاص به کابل داشت. در کابل برای خود احصار اعمار نمود. شهزاده کامراند پسر او احصار و دیواری‌های آن را دوباره ترمیم نمود.
به موجب اخباریکه عبدالحمید لاهوری می‌نویسد: شاه جهان در۱۰۵۶ ه‍. ش. دوازده لک روپیه را به تعمیرات کابل صرف کرد، که از آن جمله قلعه دورا دور شهر کابل هم ترمیم شد و آبی هم برای ارگ کابل «بالاحصار» تهیه شد. دیوارها بالاحصار کابل که مرکز آن ارگ بالاحصار بود، باهمان ترمیم هایکه در عصر آل بابر صورت گرفته بود، تا اواخر حکمرانی این خاندان که ناصر خان والی صوبه کابل بود باقی ماند.
وقتیکه قوای نادرشاه افشار در اوایل ربیع‌الاول۱۱۵۱هـ ش. از غزنی گذشته و بر کابل تاختند شرر خان پسر ناصرخان و رحیم داد خان کوتوال به همکاری ۲۰ هزار نفر، قوای خود حصار کابل را محکم کرده و به جنگ پرداختند، و به تاریخ ۱۲ ربیع‌الاول همین سال شهر کابل را گشودند.
احمدشاه درانی در سنه ۱۷۴۷م. زمانیکه برتخت سلطنت در قندهار نشست، او نیز توجه به کابل نموده سردار محمدجهانخان پوپلزای سپه سالار و حکمران کابل گردیده بود موظف ترمیم دیوارها حصار و دروازه‌های گردید. قسمیکه دیوارهای حصار این شهر تاریخی در حوادث سابقه آسیب دیده بود و نیز برای امور دفاعی این عصر و استعمال سلاح آتشین دیگر مناسب نبوده لازم بود دیواره دفاعی کابل در برابر توپهای سنگین بنا شود.
سپه سالار مذکور به امر احمدشاه بابا در سنه ۱۱۶۶هـ ش. احداث یک دیوار بزرگ دیگری را دورادور شهرکابل را فرابگیرد، شروع به کار نمود، که آن را در مدت پنج ماه به انجام رسانیدند و طوریکه حافظ نورمحمد نوشته‌اند، یک ضلع دیوار مذکور حد ماشین خانه اندرابی را دربر گرفته تا اخیر گلستان‌سرای و ضلع دیگر حد سلامخانهٔ خاص و بالای زیارت بابه کیدانی را عبور نموده تا دروازه لاهوری می‌رسد، و قسمت دیگر آن با پیچ و تب بالای چنداول عبور نموده و در حدود ماشین خانه تمام می‌گردید و دروازه‌های ذیل را دربرداشت:
1. دروازهٔ قندهار در دهمزنگ.
2. دروازهٔ سپید درحد سلامخانهٔ خاص.
3. دروازهٔ سردار جهانخان در حد بابه کیدانی.
4. دروازهٔ پیت درحد پشت مسجد عید گاه.
5. دروازهٔ گذرگاه.

بعداً تیمورشاه درانی که وضیعت قندهار برایش وخیم گردید به کابل آمد دیوارها و دروازه‌های و بالاحصار کابل دوباره رونق و مورد توجه قرار گرفت. تیمور شاه دو دروازه دیگر را در شهر اضافه نمود. اما بعداً جنگ‌های داخلی و هجوم بیگانگان یکی بعدی دیگری نه تنها بالاحصار و دیوارها فراموش شد بلکه مردم ما چنان بیرحمانه به در دیوار آثار باستانی تاختند که بخشی بزرگی این دیوار در کوه‌های آسه ماهی و شیردروازه در حال نابودی است.